# (37703) 1996 CD1
(37703) 1996 CD1 est un objet de la ceinture principale d'astéroïdes intérieure découvert en 1996.

## Description
(37703) 1996 CD1 a été découvert le 11 février 1996 à la station de Xinglong, dans la province chinoise d'Hebei (Chine), par le Beijing Schmidt CCD Asteroid Program.

### Caractéristiques orbitales
L'orbite de cet astéroïde est caractérisée par un demi-grand axe de 1,98 ua, un périhélie de 1,79 ua, une excentricité de 0,09 et une inclinaison de 21,25° par rapport à l'écliptique. Du fait de ces caractéristiques, à savoir un demi-grand axe inférieur à 2 ua et un périhélie supérieur à 1,666 ua, il est classé, selon la JPL Small-Body Database, objet de la ceinture principale d'astéroïdes intérieure.

### Caractéristiques physiques
(37703) 1996 CD1 a une magnitude absolue (H) de 15,8 et un albédo estimé à 0,057.